# Оук Парк Хајтс (Минесота)
Оук Парк Хајтс (енгл. Oak Park Heights) град је у америчкој савезној држави Минесота.

## Демографија
По попису из 2010. године број становника је 4.339, што је 382 (9,7%) становника више него 2000. године.
| Група             | 2000.         | 2010.         |
| Белци             | 3.565 (90,1%) | 3.804 (87,7%) |
| Афроамериканци    | 175 (4,4%)    | 197 (4,5%)    |
| Азијати           | 51 (1,3%)     | 86 (2,0%)     |
| Хиспаноамериканци | 83 (2,1%)     | 130 (3,0%)    |
| Укупно            | 3.957         | 4.339         |